# Vivo NEX
vivo NEX是vivo於2018年6月12日在上海發佈的一款智能手機，是vivo NEX系列的旗艦手機。擁有星鑽黑和寶石紅兩種顏色款式可選擇，並會有高通驍龍845處理器旗艦版及高通驍龍710的普通版。同時是2018年世界盃足球賽之一的代言手機。

## 規格

### 硬件
vivo NEX旗艦版搭載了可升降式自拍鏡頭、採用6.59吋19.3:9比例的「Ultra Full View Display」屏幕，配備高通驍龍845處理器。有128或256GB的存儲選項，並不支援MicroSD擴充。兩個都具有8GB RAM，4000毫安時的電池和屏下指紋技術。vivo NEX旗艦版則有屏下指紋技術，只有8GB+128GB。
vivo NEX 普通版同樣搭載了可升降式自拍鏡頭、採用6.59吋19.3:9比例的「Ultra Full View Display」屏幕，配備高通驍龍710處理器。只有128的存儲選項，具有6GB和8GB RAM兩款，4000毫安時的電池。

## 外部連結
- 官方网站